# Wanstead
Wanstead – miasto Londynu, leżąca w gminie London Borough of Redbridge. W 2011 miasto liczyło 11543 mieszkańców. Wanstead jest wspomniana w Domesday Book (1086) jako Wenesteda.